# Zankoku na Tenshi no These
«Zankoku na Tenshi no Tēze» (残酷な天使のテーゼ Zankoku na Tenshi no Tēze?, lit. Tesis de un ángel cruel), también conocido por su título en inglés «A Cruel Angel's Thesis», es el tema de apertura del anime Neon Genesis Evangelion, interpretado por Yōko Takahashi. Hidetoshi Satō y Toshiyuki Ōmori compusieron e hicieron los arreglos, respectivamente, mientras que Neko Oikawa escribió la letra. Se lanzó como sencillo de doble cara A con «Fly Me to the Moon», el tema de cierre, el 25 de octubre de 1995. Se lo incluyó en el álbum de la banda sonora de la serie y en el sexto álbum de Takahashi, Li-La.
Tuvo una recepción positiva de la crítica y el público, y más tarde se convirtió en una de las canciones japonesas más famosas, al punto de que se la considera un hito entre las anison. Incluso años después de la conclusión de la serie, «Zankoku na Tenshi no Tēze» mantuvo la popularidad en encuestas y en pubs de karaoke, y siguió compitiendo por premios. En Internet, junto con el video oficial, la canción adquirió aún más reconocimiento a través de versiones y parodias.

## Trasfondo y grabación
Según las notas al álbum Refrain of Evangelion, durante la producción de Neon Genesis Evangelion, el director del programa, Hideaki Anno, sugirió usar una pieza de música clásica existente como tema de apertura de la serie y eligió las Danzas polovtsianas de la ópera El Príncipe Igor del compositor ruso Aleksandr Borodin. No obstante TV Tokyo rechazó la propuesta y consideró que una pieza de este tipo no era adecuada para el programa; una composición clásica como Prince Igor habría sido, según los productores, "poco clara", y pidió un cambio a un género más típico, como el J-Pop o una canción optimista. Gainax se puso en contacto con Hidetoshi Satō y Toshiyuki Ōmori para escribir una pieza inédita en lugar del compositor principal de la banda sonora, Shirō Sagisu. Aunque no está acreditado oficialmente, Toshimichi Ōtsuki, miembro de King Records y productor oficial de la serie animada, se encargó personalmente de la coordinación. La música finalmente se compuso en la tonalidad de Do menor.
Para la grabación se contactó a la cantante Yoko Takahashi, quien ya era conocida por cantar temas de la televisión japonesa; en el momento de la grabación de "Zankoku na tenshi no Tēze", Takahashi no había visto el anime y no se le dio ninguna información al respecto. Ōmori terminó el arreglo, aunque toscamente, y Takahashi estableció una pista temporal cantando solo la sílaba "la" de la melodía. Una vez que la letra final estuvo lista, se le pidió a Takahashi, que entonces tenía casi treinta años, que adoptara un tono de voz infantil. Cuando recibió una demo de la base para ensayar, a Takahashi le resultó difícil la canción debido tanto al registro del idioma elegido por Oikawa como al ritmo rápido de la canción.
La canción original incluía un coro masculino, que se redujo en Anno la solicitud con el fin de "hacer hincapié en el afecto materno".

## Composición y letra
Neko Oikawa se dio a la tarea de escribir la letra; Ōtsuki le indicó que escribiera algo "filosófico" y que usara un lenguaje complicado. Se centró en los conceptos clave de "madre", "chicos y chicas de catorce años" y "mujer adulta". Oikawa, siguiendo las indicaciones, completó la canción en dos horas, luego de haber recibido pocos detalles del anime y ver junto con su mánager los primeros dos episodios del programa y un documento que presentaba el proyecto. Oikawa tenía en mente la figura de una madre que no quiere que su hijo se haga adulto, y escribió letras ambiguas con abundancia de artificios estilísticos. La canción comienza con la voz de una mujer que pide a un joven que se comporte como un ángel sin piedad, animándolo con el grito de "Shin wa ni nare" (神話になれ, lit. "conviértete en un mito"). Para la mujer, el niño sigue siendo inocente e ingenuo; él la mira, sonríe y no dice nada; ella suavemente lo invita a descansar. La mujer, asegurándole que su encuentro fue elegido por el destino, dice; "En tu espalda tienes alas que te llevarán al futuro".
Para el título, Oikawa usó la palabra alemana "These" (テーゼ, lit. "tesis"), de terminología filosófica. Yahoo! Japón ha señalado que el concepto de "These" ha sido utilizado, entre otros, por Georg Wilhelm Friedrich Hegel, filósofo y exponente del idealismo alemán. Oikawa también se inspiró en el manga "A Cruel God Reigns" (残酷な神が支配する, Zankoku na kami ga shihai suru), que fue escrito por Moto Hagio y se estaba publicando en ese momento, e insertó el término "tenshi" (天使), que si bien se traduce como "Apóstol", generalmente se refiere a los ángeles del cristianismo. Como una referencia religiosa adicional, el verso "Watashi wa sō jiyū o shiru tame no baiburu" (私はそう自由を知るためのバイブル) ("Esta es la Biblia con la que aprenderás qué es la libertad"), se añadió a la letra. Al principio, Oikawa pensó en terminar la canción con el lema "kyōki ni nare" (凶器になれ) ("conviértete en un arma" o si está escrito con kanji kyōki (狂気), "¡vuélvete loco!") pero la propuesta fue archivada bajo el consejo de TV Tokyo, que solicitó un cambio a "Shin wa ni nare" ("convertirse en un mito"). Se mantuvo la terminación en imperativo, manteniendo la idea de un adulto dirigiéndose a un niño. Según Devin Meenan de Comic Book Resources, la letra podría referirse a Yui Ikari, madre del protagonista Shinji que lo protege durante los eventos de la serie, o a Misato Katsuragi, su superior que lo alienta a "salir de su caparazón". Kotono Mitsuishi, la actriz de voz original de Misato, dio una interpretación similar; en una entrevista, Mitsuishi dijo que la línea "Incluso si nunca me convierto en una diosa, continuaré" (女神なんてなれないまま私は生きる, Megami nante narenai mama watashi wa ikiru), "perforó" su corazón, creyendo "que era la voz de Misato".
También se incluyó en la canción un coro de interludio con las palabras faria (ファリアー) y setameso (セタメソー); La letra del interludio no proviene de un idioma existente y fue creada por el arreglista Toshiyuki Ōmori. El coro fue cantado por Ōmori, Takahashi y su hermano Gō Takahashi.

## Otras versiones
Además, dos versiones instrumentales se escuchan en el episodio final, «La bestia que gritaba amor en el corazón del mundo». Estas son «Heady Feeling of Freedom» y «Good, or Don't Be», compuestos para violín, piano y guitarra. «The Heady Feeling of Freedom» es una sombría y reflexiva pieza para cuerdas pulsadas, mientras que «Good, or Don't Be» es tocada en un tono suave de piano y guitarra. Ambas son considerablemente diferentes de sentir desde la más difícil de conducción Techno-Dance original. Algo similar, pero esparcido, esta versión también puede ser escuchada durante el intermedio entre las dos partes de Evangelion: Death and Rebirth.[cita requerida]

## Recepción
"A Cruel Angel's Thesis" disfruta de un éxito duradero y aparece en múltiples encuestas de popularidad. Es considerado como uno de los mejores y más icónicos temas musicales de la subcultura otaku, encontrando una renovada popularidad con el lanzamiento de la tetralogía "Rebuild of Evangelion" (a pesar de no ser incluida en la misma).
En 1996 y 1997, tras la primera emisión de Neon Genesis Evangelion, "A Cruel Angel's Thesis" fue elegido mejor tema musical del momento en el Anime Grand Prix, encuesta anual realizada por la revista Animage; en el segundo año, obtuvo más del doble de votos que la canción en segundo lugar ("Give a Reason", de Megumi Hayashibara, quién además interpreta a Rei Ayanami en la franquicia Evangelion). En una encuesta de 2002 sobre las canciones más inolvidables en la historia de la animación japonesa realizada por TV Asahi, la canción ocupó el puesto 55; y luego alcanzó el puesto 18 en el ranking del mismo canal de las mejores canciones de anime producidas durante y después de la década de 1990.
En 2016, la canción ocupó el primer lugar en una encuesta de "anisongs" favoritas de la década de 1990 realizada por usuarios de Anime News Network, y una de las mejores anisongs de la historia en una encuesta de casi 7000 personas realizada por la revista "CD & DL Data". En 2018, el sitio web japonés Anime Anime preguntó a sus usuarios qué bandas sonoras de dibujos animados les gustaría como himno nacional; "La tesis del ángel cruel" obtuvo el tercer lugar. Al año siguiente, ocupó el segundo lugar en una encuesta de los títulos más cantados por el público femenino en el sitio web Merumo.

### Recepción crítica
Los críticos recibieron positivamente "La tesis del ángel cruel". Terrance Pyror y Otaku Kart de Axs.com incluyeron la canción en sus listas de los mejores temas musicales en la historia de la animación japonesa. Casey Baseel de Sora News, y Ederlyn Peralta de Comic Book Resources, la describieron como una de las canciones de anime más icónicas. Eduardo Luquin de CBR elogió su tono y escribió: "'A Cruel Angel's Thesis' es un tren del hype que inicia el viaje a los destinos conocidos como filosofía, religión y angustia adolescente. Como el tiro inicial al comienzo de la carrera, implora al observador a sumerjirse en el espectáculo y trate de captar todo lo que Evangelion tiene para ofrecer".
Para Lauren Orsini de Forbes y Noah Black de Mcccagora.com, la canción es "instantánea" y "devastadoramente pegadiza". Matt Fagaly de Crunchyroll y Tom Pinchuk de Geek & Sundry elogiaron su contraste entre los temas oscuros y pesimistas de su serie principal y el tono alegre de la canción. Esta opinión fue compartida por el sitio web Anime-Planet, que dijo: "Es una gran pieza musical, lo cual es bastante raro en las aperturas de anime en estos días". Tras el lanzamiento del anime en Netflix, el tema musical se analizó y reseñó nuevamente. David Levesley de Gentlemen's Quarterly la describió como una canción "excepcional", mientras que Junichi Tsukagoshi de Animate Times la llamó "un canto sagrado que todos conocen". La escritora italiana Laura Mucci de Everyeye.it lo llamó "un elemento curioso del folclore cultural", "una especie de contraparte japonesa de (la canción italiana) Nel blu, dipinto di blu". CBR clasificó a "A Cruel Angel's Thesis" como el mejor tema musical de la década de 1990 y el tercero más hermoso de todos los tiempos, y WatchMojo lo colocó como el segundo tema musical más pegadizo de la historia.

### Legado
"The Cruel Angel's Thesis" ha sido descrito por el sitio web Sora News como un "éxito absoluto" que trascendió al fandom del anime, y por Kara Dennison de Crunchyroll como "uno de los [temas] más reconocibles en la historia del anime". Según Anime Maru, también tuvo un impacto cultural significativo y su presencia "se ha convertido en un elemento básico de la cultura otaku". A lo largo de los años, la canción generó memes y parodias; según Angelo Delos Trinos de Comic Book Resources, ha sido "incesantemente interpretada y editada más que nada del propio anime. Incluso los recién llegados al anime que aún no han visto nada de Evangelion ya están familiarizados con su apertura debido a su eterna presencia en línea". A lo largo de los años, estas parodias se difundieron en la web y el video musical siguió siendo homenajeado por los internautas a través de remixes, mash-ups y covers.
En 2018, un usuario de Twitter combinó la canción con un videoclip de "Party Rock Anthem" de LMFAO; el video de parodia se volvió viral y "Party Rock Anthem" también se convirtió en un meme con docenas de variaciones en varias plataformas de redes sociales. En agosto de 2019, el club de fútbol italiano SS Monopoli 1966 abrió una votación para que sus aficionados eligieran la canción de ánimo del equipo que se cantaría cuando el equipo marcara goles; "La tesis de un ángel cruel" quedó en segundo lugar detrás de "7 Miliardi" de Massimo Pericolo. Al año siguiente, durante el período de confinamiento por el COVID-19, se subió un video con italianos cantando desde los balcones de sus casas y se editó con "La tesis del ángel cruel" de fondo; el video de cuarentena se volvió viral.

## Video musical

### Diseño, referencias  y lanzamientos
Para "A Cruel Angel's Thesis", Gainax hizo un video de apertura de noventa segundos que fue animado por Takeshi Honda y Shinya Hasegawa. La producción tomó algún tiempo; aún estaba inacabado en julio de 1995, cuando se estrenaron los dos primeros episodios en el segundo festival de la compañía. El video musical se completó en septiembre del mismo año, poco antes de que el anime se estrenara en TV Tokyo. El video consta de aproximadamente 2160 cuadros divididos en ochenta y cuatro escenas, con un promedio de una secuencia por segundo. El personal de Gainax intentó crear un efecto retro, rindiendo homenaje e imitando a temas musicales de trabajos anteriores. El nombre de Hideaki Anno aparece en letras grandes en los últimos segundos del video, y es cortado por los brazos del Eva-01, lo que enfatiza la fuerte impronta del director en todos los aspectos de la serie.
El video de la versión televisiva de "La tesis de un ángel cruel" contiene varias referencias culturales, sobre todo al cristianismo y al judaísmo. En los momentos de apertura, aparece un punto azul brillante que se expande como una gota de agua y está rodeado por un círculo del mismo color. La imagen, según el guion, representa el comienzo del universo; según el crítico Mario Pasqualini, el símbolo podría referirse a la relación entre Dios y la Creación. Tras la aparición del punto de luz, aparece una figura con doce alas sobre un fondo rojo, similar a algunas representaciones de querubines. A esto le sigue una llama celestial, que hace referencia al concepto del alma o "aliento de vida", que juega un papel en la serie. La imagen también representa la primera luz que ve un bebé recién nacido. Otro simbolismo religioso consiste en una representación dual del árbol de la vida cabalístico, en referencia al "Proyecto de Instrumentalización Humana" de la serie.
En la última parte, se vislumbra una imagen de Rei Ayanami tocando una ventana, con un primer plano de su ojo mientras parpadea. Esto ha sido comparado por el escritor Dennis Redmond con una imagen similar utilizada por el director Krzysztof Kieślowski en la película Blue (1993). En la pantalla se alternan imágenes de la mano del Eva-01 cubierta de sangre y de dicho Eva desatando doce alas de luz, junto con leyendas en blanco sobre fondo negro y viceversa, mapas, bocetos a lápiz, un dibujo de Kaworu Nagisa, retratos de Misato Katsuragi, Ryōji Kaji y Ritsuko Akagi, el primer Ángel Adan y una esfera roja luminosa. Para las alas de luz de la Unidad 01, los autores se inspiraron en la figura cristiana de Lucifer, el ángel caído que, según la iconografía tradicional, tiene doce alas. El video termina con un texto escrito, según los storyboards oficiales, en caracteres angelicales; según Anno, representa los Rollos del Mar Muerto. El editor del manga en inglés de Evangelion, Carl Gustav Horn, también comparó la caligrafía de los personajes con el Sefer Raziel HaMalakh, un grimorio cabalístico de la Cábala.
Se lanzó un segundo video, esta vez para la versión completa de la canción, destinado a la edición en formato casero de 2003 de la serie, conocida como "Renewal of Evangelion". El nuevo video fue dirigido por Masayuki, y es casi el triple de extenso que el de la transmisión televisiva, incluyendo imágenes de la "versión del director" de los últimos episodios y escenas de la película The End of Evangelion (1997). También incluye inscripciones en caracteres blancos sobre fondo negro, escritos y coordinados por Hideaki Anno. El video fue lanzado en alta definición en el canal oficial de YouTube de King Records el 20 de junio de 2018.

## Créditos
- Cantada por: Yōko Takahashi
- Letra: Neko Oikawa
- Música: Hidetoshi Sato
- Arreglos: Toshiyuki Ohmori
- Producción de Música: Starchild Records / King Records

## Otras versiones
Desde el lanzamiento inicial de la canción, muchos artistas han versionado «Zankoku na Tenshi no Tēze»:
- En 2003, la revista Lazer reportó la existencia de una versión oficial doblada al español para su transmisión por el canal I.Sat, a lo que el autor Agustín Gomez Sanz calificó como una "desgracia".[53] De ser cierto, se trataría de un caso de lost media.[54]
- También existe versiones cantadas por los miembros del elenco de Neon Genesis Evangelion: Megumi Hayashibara (Rei Ayanami), Yuko Miyamura (Asuka Langley Soryu), Kotono Mitsuishi (Misato Katsuragi) y Megumi Ogata (Shinji Ikari).
- La actriz de doblaje chilena Jessica Toledo, grabó su versión en idioma español llamada «La Premisa del Despiadado Ángel».
- La banda japonesa de heavy metal Animetal incluye el tema en sus álbumes Animetal Marathon V.
- También la banda estadounidense Animetal USA toca una versión en inglés de "Zankoku na Tenshi no Thesis".
- Masami Okui incluye también su propia versión en el álbum Kobushi Masami.
- El grupo musical español Charm también hizo su versión en idioma español llamada «La Tesis de un Ángel Cruel».
- El cantante israelí conocido como Yuske hizo su propia versión en idioma hebreo.
- En la serie de anime Hayate no Gotoku! en el capítulo número 12 de la segunda temporada, durante la escena de la fiesta de cumpleaños, Hinagiku canta un cover en versión karaoke.